# Balettóra (Degas-kép)
A Balettóra Edgar Degas festménye, amely a Philadelphia Museum of Art gyűjteményének része.
Degas az 1870-es évektől rendszeres látogatója volt a párizsi operaháznak, de nemcsak az előadások közönségének egyik tagjaként, hanem – egy zenekari barátja révén – bejáratos volt a színpad mögé, a próbákra, gyakorlásokra is. Abban az időben az opera még a rue Le Peletier-ben működött, csak 1875-ben készült el a Garnier-palota. Degas fő témáját a balett-táncosnők jelentették, sok képet festett, rajzolt róluk színpadon és azon kívül, de inkább az utóbbi, a gyakorlás, a nyújtás, a felkészülés órái érdekelték.
A Balettóra 1880–1881-ben készült. Az alkotáson fiatal növendékek gyakorolnak, míg az előtérben egy kalapos nő, valószínűleg egyikük édesanyja újságot olvas. Az ablak nyitva, mögötte a párizsi háztetők látszanak.
Degas a festményt 1881. június 18-án adta el a párizsi műkereskedőnek, Paul Durand-Ruelnek, tőle a pennsylvaniai Alexander Johnston Cassatt, Mary Cassatt fivére vásárolta meg. Több öröklés útján került Elsie Cassatt Stewart tulajdonába, akitől a W. P. Wilstach-alapítvány vette meg Philadelphia számára.